# Zalesianka (Rosja)
Zalesianka (ros. Залесянка) – wieś (sieło) w Rosji, w obwodzie saratowskim, w rejonie samojłowskim. W 2010 liczyła 583 mieszkańców.